# Длиннохвостая трясогузка
Длиннохвостая трясогузка (лат. Motacilla clara) — вид птиц из семейства трясогузковых.
Имеет широкий ареал в Африке, в странах южнее Сахары, таких как Ангола, Ботсвана, Бурунди, Камерун и др. Селится по берегам бурных лесных потоков в пределах субтропических или тропических сухих лесов и в субтропических или тропических влажных горных лесах.
Преимущественно насекомоядны.